# Notomyza edwardsi
Notomyza edwardsi är en tvåvingeart som beskrevs av Malloch 1933. Notomyza edwardsi ingår i släktet Notomyza och familjen myllflugor. Inga underarter finns listade i Catalogue of Life.